# Powiat Csenger
Powiat Csenger (węg. Csengeri járás) – jeden z jedenastu powiatów komitatu Szabolcs-Szatmár-Bereg na Węgrzech. Siedzibą władz jest miasto Csenger.

## Miejscowości powiatu Csenger
- Csenger
- Csengersima
- Csengerújfalu
- Komlódtótfalu
- Pátyod
- Porcsalma
- Szamosangyalos
- Szamosbecs
- Szamostatárfalva
- Tyukod
- Ura